# Meta-Wiki

Logo Meta-Wiki

Meta-Wiki (často zkracována jen na Meta) je wiki sloužící ke koordinaci projektů provozovaných nadací Wikimedia Foundation.